# Chaetarcturus tenuispinatus
Chaetarcturus tenuispinatus är en kräftdjursart som beskrevs av Oleg Grigor'evich Kussakin och Galina S. Vasina 1998. Chaetarcturus tenuispinatus ingår i släktet Chaetarcturus och familjen Antarcturidae. Inga underarter finns listade i Catalogue of Life.